# Stauranthera
Stauranthera, rod Gesnerijevki u podtribusu Loxoniinae, dio tribusa Epithemateae. Sastoji se od 8 vrsta raširenih od SI Indije i južne Kine preko Malezije do Nove Gvineje. Rod je izvanredan u nekoliko pogleda: (a) izrazito anizofilni habitus, (b) simpodijalna arhitektura izdanaka, uglavnom slična Loxoniji, (c) gubitak prednjih cvjetova u cimesima kod S. caerulea Blume, (d) izdanak (ali bez nektara) cvjetovi u S. grandiflora Benth., (e) široka rasprostranjenost (osobito S. caerulea, koja osim iz Nove Gvineje pokriva cijelo područje rasprostranjenosti roda). Najbliži srodnik mu je Loxonia (Weber 1976, Mayer et al. 2003). 

## Etimologija
Ime roda dolazi od grčkog σταυρος, stauros = križ; i ανθηρα, anthēra = prašnik; u aluziji na prašnike povezane na križni način.

## Opis
višegodišnje ili jednogodišnje monokarpno zeljasto bilje. Stabljika je mesnato-sočna, razgranata ili ne. Listovi nasuprotni, jako anizofilni, veliki listovi s kratkom ili dugom peteljkom, lamina jako asimetrična, eliptična do jajolika. Vjenčić je 5-struk, široko rotirajući zvončić, bez calcara (ostruge) ili zigomorfan s ostrugom pri dnu, plav ili bijel, ponekad sa žutom mrljom na nepcu. Prašnika 4, svi su prašnici povezani i tvore lik poput križa. Nektarija nema. Jajnik je okrugao ili jajolik. Čahura okruglasta, u gornjoj polovici nepravilno se raspada. Sjemenke sitne, crnosmeđe, mrežaste. Broj kromosoma: 2n = 36-40.

## Vrste
1. Stauranthera argyrescens Hallier f.
2. Stauranthera coerulea (Blume) Merr.
3. Stauranthera floribunda F.Su, C.Y.Hao & K.Tan
4. Stauranthera grandifolia Benth.
5. Stauranthera ionantha Hallier f.
6. Stauranthera novoguineensis B.L.Burtt
7. Stauranthera parvifolia S.Moore
8. Stauranthera umbrosa (Griff.) C.B.Clarke

## Sinonimi
- Anomorhegmia Meisn.; Gen. 1: 303 (1840)
- Cyananthus Griff.; Notul. 4: 154 (1854)
- Miquelia Blume; Bull. Sci. Phys. et Nat. Neerl. 1: 94 (1838)
- Quintilia Endl.; Gen. 1408 (1841)